# Mazus henryi
Mazus henryi är en tvåhjärtbladig växtart som beskrevs av Tsoong. Mazus henryi ingår i släktet Mazus och familjen Mazaceae. Inga underarter finns listade i Catalogue of Life.